# Pad (dźwięk)
Pad to określenie długiego, jednostajnego lub powoli zmieniającego swoją barwę i ton dźwięku wydobywanego z syntezatora.
Pad zwykle tworzy tło w utworach muzyki elektronicznej. Dźwięk występował w muzyce rozrywkowej w latach osiemdziesiątych XX wieku i jest wykorzystywany nadal, często w muzyce z gatunku ambient, trance lub smooth jazz.